# Sophie-Christiane-Louise de Brandebourg-Bayreuth
La margravine Sophie Christiane Louise de Brandebourg-Bayreuth (en allemand: Sophie Christine Luise, Markgräfin von Brandebourg-Bayreuth; 4 janvier 1710 à Schloss Weferlingen, Weferlingen– 13 juin 1739 à Bruxelles, pays-bas Autrichiens) est membre de la famille de Brandebourg-Bayreuth une lignée de la Maison de Hohenzollern. Grâce à son mariage avec Alexandre Ferdinand, prince de Thurn et Taxis (en), Sophie Christine est également membre de la Maison Princière de Thurn et Taxis.

## Famille et jeunesse
Sophie Christiane est l'aînée des enfants de Georges-Frédéric-Charles de Brandebourg-Bayreuth et de sa première épouse la princesse Dorothée de Schleswig-Holstein-Sonderbourg-Beck.

## Mariage et descendance
Sophie Christine épouse Alexandre Ferdinand, prince de Thurn et Taxis (en), l'aîné et seul fils de Anselm Franz, 2e Prince de Thurn et Taxis et de son épouse Maria Ludovika Anna Franziska, princesse de Lobkowicz, le 11 avril 1731 à Francfort-sur-le-Main. Sophie Christine et Alexandre Ferdinand ont cinq enfants:
- La princesse Sophie Christine de Thurn et Taxis (baptisée le 8 décembre 1731 † 23 décembre 1731)
- Charles Anselme, Prince de Thurn et Taxis (en) (né le 2 juin 1733 † 13 novembre 1805) marié le 3 septembre 1753 à Augusta de Wurtemberg (30 octobre 1734-4 juin 1787) et en 1787 Élisabeth Hildebrand, Frau von Train
- La princesse Louise Auguste-Charlotte de Thurn et Taxis (née le 27 octobre 1734 † janvier 1735)
- Le prince Frédéric Auguste de Thurn et Taxis (baptisé le 5 décembre 1736 † 12 septembre 1755)
- Le prince Louis François Charles Joseph Lamoral de Thurn et Taxis (né le 13 octobre 1737 † 7 août 1738)

### Les titres
- 4 janvier 1710 – 11 avril 1731: Son Altesse Sérénissime la margravine Sophie Christine de Brandebourg-Bayreuth
- 11 avril 1731 – 13 juin 1739: Son Altesse Sérénissime La Princesse Héréditaire de Thurn et Taxis, margravine de Brandebourg-Bayreuth